# Ilja Iwanow (polityk)
Ilja Iwanowicz Iwanow (ros. Илья Иванович Иванов, ur. 1904 w Chersoniu, zm. 1979) – radziecki działacz partyjny.

## Życiorys
Od 1924 uczył się wieczorowo w technikum morskim, 1927 został członkiem WKP(b), potem do 1929 był słuchaczem fakultetu robotniczego, a 1929-1933 studiował na Wydziale Metalurgicznym Leningradzkiego Instytutu Metalurgicznego. Po ukończeniu studiów pracował w zakładzie metalurgicznym kolejno jako pomocnik majstra, inżynier zmiany i zastępca szefa odlewni martenowskiej, a 1936-1938 metalurg i główny inżynier fabryki maszyn im. Frunzego w Sumach. W latach 1938–1939 był sekretarzem Komitetu Miejskiego KP(b)U w Sumach, 1939-1940 II sekretarzem Komitetu Obwodowego KP(b)U w Sumach, od 23 listopada 1940 do 9 grudnia 1943 kierownikiem Wydziału Kadr Czarnej Metalurgii Zarządu Kadr KC WKP(b), a 1943-1945 II sekretarzem Komitetu Obwodowego KP(b)U w Mikołajowie. Od 1945 do stycznia 1950 był I sekretarzem Komitetu Obwodowego KP(b)U w Sumach, od 28 stycznia 1949 do 23 września 1952 członkiem KC KP(b)U, 1950-1951 słuchaczem kursów dokształcających przy KC WKP(b), potem do listopada 1951 inspektorem KC KP(b)U. Od 29 listopada 1951 do 24 kwietnia 1952 był I sekretarzem Komitetu Obwodowego KP(b)U w Zaporożu, 1952 inspektorem KC KP(b)U, 1952-1954 wiceministrem przemysłu lekkiego Ukraińskiej SRR, 1954-1957 wiceministrem czarnej metalurgii Ukraińskiej SRR, a 1957-1960 szefem Zarządu Zaopatrzenia Robotniczego Sownarchozu Dniepropetrowskiego Ekonomicznego Rejonu Administracyjnego, 1960 przeszedł na emeryturę.